# Miraglossum davyi
Miraglossum davyi är en oleanderväxtart som först beskrevs av Nicholas Edward Brown, och fick sitt nu gällande namn av F.K. Kupicha. Miraglossum davyi ingår i släktet Miraglossum och familjen oleanderväxter. Inga underarter finns listade i Catalogue of Life.